# Бйоркська десантна операція
Бйоркська десантна операція — десантна операція силами Балтійського флоту протягом 20 — 25 червня 1944 року з метою зайняття островів Бйоркського архіпелагу; провадилася в часі Виборзько-Петрозаводської операції.

## Планування підготовки операції
В ході Виборзької операції підрозділи Ленінградського фронту (командуючий Леонід Говоров) до 16 червня вибили фінські сили зведеної групи «Карельський перешийок» (командир Леннарт Карл Еш) околиці міста Койвісто та рухаються з боями на Виборг (зайнятий 20 червня). Але острови Бйоркезунд (російська назва Березові острови) лишилися під фінським контролем та опинилися в радянському тилу; відповідно, виникло загроження висадки фінських десантних груп на території, вже контрольовані радянськими підрозділами. Окрім того острови закривали можливість проходження сил Балтійського флоту до Виборзької затоки, цим самим нівелювалася можливість підтримки з моря подальшого радянського наступу.
У зв'язку з такими обставинами 19 червня Леонід Говоров наказує силам Балтійського флоту зайняти острови Бйоркського архіпелагу; разом з тим через напружені бої на суходолі операція мала проводитися силами одного флоту. Певні приготування проводилися ще раніше — 17 червня керівництво флоту починає переміщати засоби висадки до вихідних точок, розвідувальні групи висаджувалися на острови. На підтримку десантних дій скеровуються головні сили авіації Балтійського флоту.
Керувати перебігом десантної операції мав командир Кронштадським морським оборонним районом віце-адмірал Ралль Юрій Федорович. В його підпорядкування на час операції переходять з бригади шхерних кораблів 28 тендерів, 18 катерів-створювачів димових завіс, 16 сторожових кораблів, 9 морських бронекатерів, 4 канонерські човни, дивізіон катерів-тральників; десантуватися мала 260-а окрема бригада морської піхоти загальним числом близько 1500 бійців.
Розуміючи можливу загрозу гарнізону (близько 3000 чоловік при 40 гарматах), фінське керівництво наказує встановити додаткові мінні загородження на підходах до островів Тразунд та Бйоркьо і Тіурінсарі. Також посилювалися мінні загородження в інших десантонебезпечних місцях на архіпелазі та підходах до нього, організовуються посилені дозори між Виборгом та Коткою. Також було посилено фінське корабельне угрупування — на островах базувалися чи були задіяні близько ста фінських та нацистських кораблів — в тому числі до 50 різних катерів, 15 сторожових кораблів, 5 швидкохідних десантних барж та 2 міноносці.

## Бій біля острова Нерва
В ніч з 19 на 20 червня радянський морський загін — 14 торпедних катерів, 10 сторожових катерів та 7 катерів-тральників — висаджують посилену стрілецьку роту (із складу 6-го окремого полку морської піхоти) на острів Нерва — за 16 миль на захід від Бйоркського архіпелагу; проте фінських сил там не виявилося. Цей острів був при плануванні операції вибраний як вихідний пункт для подальших десантних дій флоту; на Нерві терміново організовуються кругова оборона та встановлюється берегова батарея — три 45-мм гармати, шість кулеметних дзотів, створюються інженерні перепони.
Тієї ж ночі поблизу острова з'явилися два німецькі міноносці; вони були атаковані радянськими торпедними катерами прикриття (командир — капітан 3 рангу Тихонов Віктор Іванович), в ході бою під час третьої атаки з двох напрямів катерами зразка Д-3 було потоплено міноносець «Т-31» — найбільший німецький бойовий корабель, потоплений за час нацистсько-радянської війни, 86 німецьких моряків було врятовано фінськими катерами, 76 потонуло, 6 потрапили в радянський полон. Німецько-фінські сили в подальших днях намагалися повернути важливий острів, до Нерви направлено загін з десантно-артилерійських суден, міноносців та тральників. Десантні дії на острів не проводилися, однак часто проводилися обстріли та бомбардування, до середини липня в прилеглих водах відбувалися морські бої.

## Захоплення Пійсарі
Вранці 21 червня на найпівнічніший з островів Бйоркського архіпелагу Пійсарі (Північний Березовий острів) висаджено радянський розвідувальний десант на 8 тендерах, 3 катерах-створювачах димових завіс, 1 бронекатері та 1 сторожовому катері — рота морської піхоти числом 126 вояків.
При підході до острова в протоці Бйоркезунд загін був атакований шістьма бомбардувальниками Ю-88, був ушкоджений сторожовий катер. Опісля десантний загін був обстріляний артилерією з островів Бйоркьо і Тіурінсарі, пошкоджено 2 катери та катер-створювач димових завіс, однак всі радянські кораблі продовжили виконання бойового завдання. Близько 5-ї години ранку десант висадився на східному узбережжі Пійсарі, було зайнято плацдарм по фронту в 800 метрів та вглиб до 0,5 кілометра, при десантуванні загинуло 8 бійців. Дані розвідки виявилися невірними — на острові були значні фінські сили, радянський десант атаковано силами близько трьох рот; задля утримання плацдарму вже того ж дня додатково десантується ще одна рота морських піхотинців із 1 гарматою.
Фінсько-німецькі сили скеровують до плацдарму загін кораблів — 4 кораблі десантно-артилерійських німецьких та 4 фінські торпедні катери, котрі починають обстріл радянського десанту. Бій приймає радянський бронекатер число 505, терміново викликається штурмова авіація, менше чим через годину після початку обстрілу плацдарму радянська авіація атакує кораблі противника. В ході нальоту було потоплено десантно-артилерійський човен, ще один зазнав ушкоджень; кораблі супротивника відходять від острова, згодом радянська авіація потопила ще один корабель із цього загону. Протягом того дня кораблі ще двічі намагалися пробитися до місця висадки десанту, але були відігнані артилерійським вогнем. Загалом за 21 червня авіація Балтійського флоту виконала 221 літаковиліт для бомбових ударів по силах противника на острові Пійсарі; зокрема, 47-й штурмовий Феодосійський Червонопрапорний ордена Ушакова авіаційний полк ВМС (підполковник Степанян Нельсон Георгійович) — 8-ма парами Іл-2 виконав 161 літаковиліт та знищив 9 мінометних батарей, звітували про вбитих 125 фінських вояків.
Бої на острові затягувалися, окрім того, фіни перекинули на Пійсарі з Бйоркьо підмогу; командир операції віце-адмірал Ралль планує зняти десант в ніч на 22 червня. Одначе після доповіді доставленого з острова пораненого командира висадки — свідчив про стійке становище десанту на плацдармі, рішення було змінене та віддається наказ про висадження на Пійсарі решти бійців 260-ї бригади морської піхоти — 1463 людей та 14 гармат. 16 тендерів та 3 бронекатери 22 червня до 15-ї години дня провели операцію по висадці десанту під артилерійським вогнем противника — о 17-й годині бригада розпочинає наступ, до ранку 23 червня було встановлено радянський контроль над Пійсарі.

## Завершення операції та втрати сторін
В ніч на 23 червня починається відведення фінських військових з Бйоркських островів, організоване було оперативно, але зазнали втрат від радянської авіації — потоплено 2 транспорти.
23 червня висаджуються радянські десанти на островах Бйоркьо та Торсарі (Тіурінсарі) при незначному спротиві фінських гарнізонів.
На острів Туппурансаарі радянський десант висаджується 25 червня в кількості 1 взвода — 56 бійців, після короткої сутички фінський гарнізон евакуювався, политивши 5 кулеметів та 2 гармати.
27 червня висаджено в кількості 38 бійців десант на острів Руонті (Рондо), фінських сил там вже не було. Таким чином завдання десантної операції були виконані, хоча вона й не вельми вплинула на перебіг боїв під Виборгом. На островах були захоплені 32 гармати калібром від 45 до 254 мм, 16 вагонів, 9 автомобілів та тракторів, 5 складів, 4 катери, 1 паротяг та 1 прожектор.
Згідно радянських даних, супротивник в боях за острови втратив 17 кораблів та човнів — 6 десантних суден, 4 транспорти, 3 сторожові кораблі, 2 сторожові катери та 2 міноносці. Ушкоджено було 5 сторожових кораблів, 4 швидкохідні десантні баржі, 3 тральники, 2 транспорти, 2 торпедних та 2 сторожових катери. В повітряних боях було збито 17 літаків. Було вбито приблизно 300 фінських військовослужбових.
Радянські сили втратили в часі операції 1 катер «малий мисливець» та 1 бронекатер, ушкоджено 3 катери та 2 тендери, збито та не повернулися на летовища 16 літаків.
На острові Пійсарі в братській могилі було поховано 67 десантників та моряків, 1973 року перепоховані на території меморіалу в Приморську.